# Едуар Молінаро
Едуа́р Молінаро́ (фр. Édouard Molinaro; 13 травня 1928, Бордо — 7 грудня 2013, Париж) — французький кінорежисер і сценарист, постановник 52-х двох кінофільмів, серед яких низка популярних кінокомедій, та 5-ти серіалів . При створенні своїх фільмів часто використовував адаптації театральних п'єс.

## Біографія
Народився 13 травня 1928 року в Бордо (Франція). В юнацькі роки став кіноманом і брав участь у багатьох змаганнях любительських короткометражних фільмів.
Його перший фільм було випущено у 1957 році і він отримав позитивні відгуки від критиків. Після ще декількох фільмів, на початку 1960-х років стає відомим режисером. 1961 року входив до складу журі Каннського кінофестивалю. Ще декілька успішних кінокомедій, у тому числі два фільми із зіркою 1960-х Луї де Фюнесом («Оскар» і «Заморожений»), закріпили його положення як успішного режисера.
У 1978 році зняв фільм «Клітка для диваків», який у 1980 році отримав «Золотий глобус» у номінації «Найкращий фільм іноземною мовою». За нього ж Молінаро було висунуто на відзначення «Оскаром» за режисуру і написання сценарію.
У 1990-х роках здобув повторну популярність завдяки екранізації п'єси «Вечеря» (фільм «Вечеря» 1992 р.) і створенню фільму-біографії Бомарше (фільм «Безрозсудний Бомарше» 1996 р.).
В останні роки Молінаро переважно знімав для телебачення. Помер на 86-му році життя в Парижі, 7 грудня 2013 року від легеневої недостатності.

## Нагороди
Едуар Молінаро володар премії «Золотий глобус» 1980 року в номінації «Найкращий фільм іноземною мовою» за фільм «Клітка для диваків», номінант на «Оскар» за режисерську роботу і написання сценарію до цієї ж картини.
У 1996 році Едура Молінаро відзначено Премією Рене Клера, яку присуджує Французька академія за досягнення в кінематографі, головно за написання сценаріїв та діалогів.

## Фільмографія
- 1957 — «Алхіміки» / Les alchimistes (документальний)
- 1958 — «Спиною до стіни» / Le Dos au mur
- 1959 — «Жінки зникають» / Des femmes disparaissent
- 1959 — «Свідок у місті» / Un témoin dans la ville
- 1960 — «Дівчина на літо» / Une fille pour l'été
- 1961 — «Смерть Красуні» / La Mort de Belle
- 1962 — «Вороги» / Les Ennemis
- 1962 — «Сім смертних гріхів» / Les Sept Péchés capitaux
- 1962 — «Арсен Люпен проти Арсена Люпена» / Arsène Lupin contre Arsène Lupin
- 1964 — «Чарівна ідіотка» / Une ravissante idiote
- 1964 — «Полювання на чоловіка» / La Chasse à l'homme
- 1965 — «Коли пролітають фазани» / Quand passent les faisans
- 1967 — «Шпигунська шкура» / Peau d'espion
- 1967 — «Оскар» / Oscar
- 1968 — «Заморожений» / Hibernatus
- 1969 — «Мій дядько Бенжамен» / Mon oncle Benjamin
- 1970 — «Зі свободою за спиною» / La Liberté en croupe
- 1971 — «Найніжніші визнання» / Les Aveux les plus doux
- 1972 — «Мандарин» / La Mandarine
- 1973 — «Банда по захопленню заручників» / Le Gang des otages
- 1973 — «Зануда» / L'Emmerdeur
- 1974 — «Іронія долі» / L'Ironie du sort
- 1975 — «Рожевий телефон» / Le Téléphone rose
- 1976 — «Дракула — батько і син» / Dracula père et fils
- 1977 — «Поспішаюча людина» / L'Homme pressé
- 1978 — «Клітка для диваків» / La Cage aux folles
- 1978 — «Клодін у школі» / Claudine à l'école (телевізійний)
- 1978 — «Клодін у Парижі» / Claudine à Paris (телевізійний)
- 1978 — «Клодін в сім'ї» / Claudine en ménage (телевізійний)
- 1978 — «Клодін йде геть» / Claudine s'en va (телевізійний)
- 1979 — «Говоріть, мені цікаво» / Cause toujours… tu m'intéresses!
- 1979 — «Небезпечна жалість» / La pitié dangereuse (телевізійний)
- 1980 — «Недільні коханці» / Sunday Lovers
- 1980 — «Клітка для диваків 2» / La Cage aux folles II
- 1981 — «У хорошому маслі» / Au bon beurre (серіал)
- 1982 — «Мільйон — не гроші» / Pour 100 briques t'as plus rien…
- 1983 — «Червона вдова» / La veuve rouge (телевізійний)
- 1984 — «Єдино вірний спосіб» / Just the Way You Are
- 1985 — «Палац» / Palace
- 1985 — «Кохання потайки» / L'Amour en douce
- 1986 — «Ілюзії кохання» / Le tiroir secret (серіал)
- 1986 — «Зрадник» / Un métier du seigneur (телевізійний)
- 1988 — «Ліворуч від ліфта» / À gauche en sortant de l'ascenseur
- 1988 — «Алея у місячному світлі» / La ruelle au clair de lune (телевізійний)
- 1989 — «Хміль перетворення» / «Rausch der Verwandlung»
- 1989 — «Великі сім'ї» / Les grandes familles
- 1989 — «Манон Ролан» / Manon Roland (телевізійний)
- 1991 — «Проклята любов Лейзенбога» / L'amour maudit de Leisenbohg (телевізійний)
- 1992 — «Вечеря» / Le Souper
- 1992 — «Кинута жінка» / La femme abandonnée (телевізійний)
- 1995 — «Про що знала Мейсц» / Ce que savait Maisie (телевізійний)
- 1996 — «Безрозсудний Бомарше» / Beaumarchais, l'insolent
- 1999 — «Нора» / Nora (телевізійний)
- 1999 — «Гніздо, що падає» / Tombé du nid (телевізійний)
- 2001 — «Нана» / Nana
- 2003 — «Випадкова людина» / Un homme par hasard (телевізійний)